# William Lee Scott
William Lee Scott (ur. 6 lipca 1973 w Hudson) – amerykański aktor.

## Życiorys
Urodził się w Hudson, w stanie Nowy Jork. Uczęszczał do artystycznej szkoły średniej. Odkryty podczas pracy jako kelner w Nowym Jorku, został przedstawiony agentowi i trenerowi aktorskiemu.
W 1995 Uniwersytet Columbia przyznała mu nagrodę dla najlepszego aktora za występ w przedstawieniu 'Tis the Season. Karierę na małym ekranie zapoczątkował jako Stanley „Bullethead” Kuznocki w sitcomie The WB The Steve Harvey Show (1996–2002), za którą w 2002 był nominowany do NAACP Image Awards. Wystąpił gościnnie w jednym z odcinków serialu ABC Pistolet (Gun, 1997) jako skinhead z Tess Harper. W 2003 otrzymał nagrodę „Rising Star” podczas piątej edycji Young Holloywood Awards. Grał w takich filmach jak Dosięgnąć kosmosu (1999), 60 sekund (2000), Pearl Harbor (2001) i Efekt motyla (2004).
W 2002 poślubił Charlene Bloom. Mają dwoje dzieci.

## Filmografia
- 2006: Go-Getter, The jako Rid
- 2005: Beautiful Dreamer jako Clay
- 2004: Novice, The jako Henry
- 2004: $5.15/Hr.
- 2004: Killer Diller jako Wesley
- 2004: Bilet do innego świata jako Ty Cobb
- 2004: Efekt motyla jako Tommy
- 2003: Tożsamość jako Lou
- 2003: Głupi i głupszy 2: Kiedy Harry spotkał Lloyda jako Carl
- 2001: Pearl Harbor jako porucznik Billy Thompson
- 2000: 60 sekund jako Toby
- 1999: Dosięgnąć kosmosu jako Roy Lee Cook
- 1999: Czarne i białe jako Will King
- 1998: Tis the Season jako Zach
- 1998: Wojna płci jako Randy One Ball Cates
- 1997: Zanim kobietom wyrosły skrzydła jako Hank Jackson
- 1997: Gattaca – szok przyszłości jako młody Anton
- 1996–2002: Steve Harvey Show, The jako Bullethead